# Pęcherzyca paraneoplastyczna
Pęcherzyca paraneoplastyczna (łac. pemphigus paraneoplasticus, ang. paraneoplastic pemphigus, PNP) – stosunkowo rzadki skórny zespół paraneoplastyczny. 

## Objawy i przebieg
Pęcherzyca paraneoplastyczna charakteryzuje się występowaniem różnorodnych, polimorficznych zmian skórnych: pęcherzykowych, pęcherzowych, rumieniowych i złuszczających. Zmiany mogą upodabniać się do liszaja płaskiego (łac. lichen planus) lub do rumienia wielopostaciowego (łac. erythema multiforme). Na błonach śluzowych w jamie ustnej występują często bolesne, krwotoczne nadżerki. Nadżerki dotyczą także spojówek, rogówki, okolic narządów płciowych i wałów paznokciowych. Zmiany oczne mogą prowadzić do utraty wzroku. Paznokcie wykazują różnorodne zniekształcenia.
We krwi wykrywa się przeciwciała skierowane przeciw: desmoplakinie I i II, dwóm niescharakteryzowanym antygenom o ciężarze 190 kD (najprawdopodobniej periplakina) i 170 kD oraz tzw. antygen pemfigoidu.
Patogenność przeciwciał PNP nie ogranicza się tylko do nabłonka wielowarstwowego płaskiego skóry, ale także nabłonków innych narządów (płuca, pęcherz moczowy, przewód pokarmowy). W związku z tym objawy mogą też dotyczyć płuc i przewodu pokarmowego. Najgroźniejszym, z reguły śmiertelnym powikłaniem jest zarostowe zapalenie oskrzelików (łac. bronchiolitis obliterans).
Pęcherzyca paraneoplastyczna często towarzyszy rozrostom nowotworowym. Najczęściej spotykane to chłoniak wywodzący się z limfocytów B, guz Castlemana, grasiczak. Rzadziej towarzyszący nowotwór to gruczolakorak płuc, rak odoskrzelowy albo mięsak.

## Leczenie
W przypadku guza Castlemana lub grasiczaka wskazany jest zabieg chirurgiczny. Rozrosty limforetikularne są odpowiednio leczone.
PNP wymaga bardzo intensywnego leczenia. Często konieczne jest dołączenie:
- plazmaferezy
- cyklosporyny A
- immunoglobuliny G.